# 두률성
두률성(豆率城)은 대한민국 충청남도 청양군 장평면 적곡리에 있는, 고려시대 조성된 것으로 추정되는 산성으로 둘레는 4,540m에 이른다. 산성 내에 도림사지가 위치하고 있어 사지와 연관된 산성으로 추정하고 있다. 1991년 4월 1일 청양군의 향토유적 제1호로 지정되었다.

## 개요
백제 부흥군의 본거지로 백제인의 마지막 투혼을 불살으며 36일간 나·당연합군에 항거한 성으로 길이가 충남에서는 제일 긴 4.5km에 달하며 상단의 넓이는 5 ~ 10m이다. 성내 칠갑산 정상에서 백제시대 토기편이 발견되고 있으며 절터인 도림사지에 유적이 남아 있다.

## 같이 보기
- 청양 도림사지